# 하세가와 다이치
하세가와 다이치(일본어: 長谷川 太一, 1981년 2월 26일 ~ )는 일본의 전 축구 선수이다.

## 구단 경력
과거 알비렉스 니가타에서 활동하였다.